# Memoriał Bronisława Idzikowskiego i Marka Czernego 1987
Memoriał im. Bronisława Idzikowskiego i Marka Czernego 1987 – 20. edycja turnieju w celu uczczenia pamięci polskiego żużlowca Bronisława Idzikowskiego i Marka Czernego, który odbył się dnia 13 września 1987 roku. Turniej wygrał Roman Jankowski.
Po zawodach rozegrano bieg dodatkowy o Puchar Prezydenta Częstochowy: Jankowski, Dołomisiewicz, Brucheiser, Huszcza

## Wyniki
- Częstochowa, 13 września 1987
- NCD:
- Sędzia: Ryszard Bielecki

| Msc. | Zawodnik                   | Klub           | Pkt |             |  |
| ---- | -------------------------- | -------------- | --- | ----------- |  |
| 1    | (7) Roman Jankowski        | Leszno         | 15  | (3,3,3,3,3) |  |
| 2    | (15) Ryszard Dołomisiewicz | Bydgoszcz      | 12  |             |  |
| 3    | (3) Grzegorz Kuźniar       | Rzeszów        | 11  |             |  |
| 4    | (13) Andrzej Huszcza       | Zielona Góra   | 10  |             |  |
| 5    | (9) Jacek Brucheiser       | Ostrów Wlkp.   | 10  |             |  |
| 6    | (6) Zenon Kasprzak         | Leszno         | 9   |             |  |
| 7    | (2) Marek Kępa             | Lublin         | 8   |             |  |
| 8    | (12) Zbigniew Krakowski    | Leszno         | 8   |             |  |
| 9    | (8) Wojciech Żabiałowicz   | Toruń          | 8   |             |  |
| 10   | (14) Dariusz Rachwalik     | Częstochowa    | 7   |             |  |
| 11   | (5) Józef Kafel            | Częstochowa    | 6   |             |  |
| 12   | (4) Ryszard Czarnecki      | Rzeszów        | 5   |             |  |
| 13   | (1) Dariusz Bieda          | Częstochowa    | 3   |             |  |
| 14   | (?) Andrzej Puczyński      | Częstochowa    | 3   |             |  |
| 15   | (?) Robert Przygódzki      | Częstochowa    | 3   |             |  |
| 16   | (10) Krzysztof Zarzecki    | Świętochłowice | 1   |             |  |
|      | rez. Mirosław Korbel       | Rybnik         | 1   |             |  |